# 莫里爾鎮區 (明尼蘇達州莫里森縣)
莫里爾鎮區（英語：Morrill Township）是位於美國明尼蘇達州莫里森縣的一個行政鎮區。

## 歷史
莫里爾原名奧克伍德鎮區（Oakwood Township），於1881年設立，1885年改為現稱。現稱得名自縣政府專員阿什比·C·莫里爾（Ashby C. Morrill）。1903年，萊金鎮區在其東部拆分成立。

## 地方資料
莫里爾鎮區的面積為91.52平方千米，皆為陸地。根據2020年美國人口普查的數據，當地共有人口708人，而人口密度為每平方千米7.74人。